# Lisa Edelstein
Lisa Edelstein (Boston, 21 de mayo de 1966) es una actriz estadounidense. Es conocida por haber interpretado el papel de la doctora Lisa Cuddy en House M. D.

## Biografía
Lisa es hija de una familia judía cuyos padres son Alvin y Bonnie Edelstein, ella nació el 21 de mayo de 1966.
Se crio en Wayne, Nueva Jersey y fue alumna de la Tisch School of the Arts donde estudió teatro e interpretación.
Siendo todavía una adolescente, Edelstein, conocida entonces como "Lisa E.", causó el suficiente revuelo en el ambiente de los clubs de los años 1980 en Manhattan para ser apodada La reina de la noche de Nueva York por el escritor James St. James, quien la menciona brevemente en su libro Disco Bloodbath. Lisa E. fue el centro de un artículo escrito para The New York Times en 1986 por Maureen Dowd.
Edelstein comenzó su carrera como actriz realizando apariciones como artista invitada en series como Mad About You, Seinfeld, ER, Just Shoot Me!, Frasier, Without a Trace y Sports Night, antes de ser conocida por papeles secundarios en The West Wing, Ally McBeal y Felicity. También hizo el papel de Laura en la película Un lugar extraño.
En 1997 Edelstein se convirtió en parte del reparto de la serie de animación Superman: la serie animada, dándole voz a Mercy Graves. Ha dado voz a este personaje en varios proyectos, los más recientes en Justice League y en Liga de la justicia ilimitada.
Durante los años 2004 al 2011 se incorporó al reparto de House, donde interpretó a la doctora Lisa Cuddy, decana de medicina y directora del Hospital Universitario de Princeton-Plainsboro. Realiza una especie de contrapartida al protagonista, el doctor Gregory House. Dejó la serie debido a problemas de presupuesto de esta, cuando la producción se negó a mantener su sueldo. Ha ganado un premio Satellite en 2005 y un People's Choice Awards en 2011 a la mejor actriz de drama por su papel en House.
Al término de la séptima temporada de House M.D., Lisa se incorporó a la serie The Good Wife.
Desde 2014 encarna a Abby McCarthy en la serie de televisión Girlfriends' Guide to Divorce.

## Filmografía

### Cine
| Año  | Título                          | Papel                                     | Notas |
| ---- | ------------------------------- | ----------------------------------------- | ----- |
| 1991 | The Doors                       | Makeup Artist                             |       |
| 1997 | Mejor... imposible              | Mujer en la mesa (junto a Peter Jacobson) |       |
| 1998 | Susan's Plan                    | Penny Myers                               |       |
| 1999 | 30 Days                         | Danielle                                  |       |
| 2000 | Keeping the Faith               | Ali Decker                                |       |
| 2000 | What Women Want                 | Dina                                      |       |
| 2001 | Black River                     | Laura                                     |       |
| 2002 | Obsessed                        | Charlotte (imaginary hot doctor)          |       |
| 2003 | Daddy Day Care                  | Madre de Crispin                          |       |
| 2005 | Fathers and Sons                | Irene                                     |       |
| 2005 | Say Uncle                       | Sarah Faber                               |       |
| 2008 | Special Delivery                | Maxine Carter                             |       |
| 2012 | Blue-Eyed Butcher               |                                           |       |
| 2013 | She Loves Me Not                | Amy                                       |       |
| 2016 | Joshy                           | Claudia                                   |       |
| 2021 | Dr. Bird's Advice for Sad Poets | Elly                                      |       |

### Televisión
| Año           | Título                                                       | Papel                     | Notas                                            |
| ------------- | ------------------------------------------------------------ | ------------------------- | ------------------------------------------------ |
| 1992          | L.A. Law                                                     | Francine Flicker          | episodio: "My Friend Flicker"                    |
| 1992          | Mad About You                                                | Lynne Stoddard            | episodio: "Out of the Past"                      |
| 1993          | Good Advice                                                  | Robin                     | episodio: "The Kiss"                             |
| 1993          | Seinfeld                                                     | Karen                     | Recurrente; 2 episodios                          |
| 1993          | Wings                                                        | Marsha Peebles            | episodio: "Labor Pains"                          |
| 1996          | Ned & Stacey                                                 | Janine                    | episodio: "Friends and Lovers"                   |
| 1994          | The Larry Sanders Show                                       | Diane French              | episodio: "The Mr. Sharon Stone Show"            |
| 1994          | Wild Oats                                                    | Unknown                   | episodio: "Pilot"                                |
| 1995–97       | Almost Perfect                                               | Patty Karp                | Recurrente; 8 episodios                          |
| 1995          | Partners                                                     | Cindy Wolfe               | episodio: "Who's Afraid of Ron and Cindy Wolfe?" |
| 1995          | Superman: The Animated Series                                | Mercy Graves (voz)        | Recurrente; 9 episodios                          |
| 1996–97       | Relativity                                                   | Rhonda Roth               | Principal                                        |
| 1997          | ER                                                           | Aggi Orton                | episodio: "Ambush"                               |
| 1998          | Frasier                                                      | Caitlin                   | episodio: "Frasier Gotta Have It"                |
| 1998          | Just Shoot Me!                                               | Erin Simons               | episodio: "Sewer!"                               |
| 1998          | Indiscreet                                                   | Beth Sussman              | Telefilme                                        |
| 1999          | Sports Night                                                 | Bobbi Bernstein           | Recurrente; 2 episodios                          |
| 1999–2000     | The West Wing                                                | Laurie "Brittany" Rollins | Recurrente; 5 episodios                          |
| 2000          | Grosse Pointe                                                | Shawn Shapiro             | episodio: "Satisfaction"                         |
| 2000–01       | Ally McBeal                                                  | Cindy McCauliff           | Recurrente; 5 episodios                          |
| 2001          | Black River                                                  | Laura                     | Telefilme                                        |
| 2001–02       | Felicity                                                     | Lauren                    | Recurrente; 6 episodios                          |
| 2002          | Obsessed                                                     | Charlotte                 | Telefilme                                        |
| 2002          | Leap of Faith                                                | Patty                     | Principal                                        |
| 2003          | A Date with Darkness: The Trial and Capture of Andrew Luster | Maeve Fox                 | Telefilme                                        |
| 2003          | Without a Trace                                              | Dr. Lianna Sardo          | episodio: "Moving On"                            |
| 2003          | The Practice                                                 | Diane Ward                | Recurrente; 2 episodios                          |
| 2003          | Justice League                                               | Mercy Graves (voz)        | Recurrente; 2 episodios                          |
| 2004          | Judging Amy                                                  | Sylvia Danforth           | episodio: "The Quick and the Dead"               |
| 2005          | Justice League Unlimited                                     | Mercy Graves              | episodio: "Clash"                                |
| 2005          | Fathers and Sons                                             | Irene                     | Telefilme                                        |
| 2004–11       | House M. D.                                                  | Dr. Lisa Cuddy            | Principal: T1-7                                  |
| 2007          | King of the Hill                                             | Alexis                    | episodio: "The Powder Puff Boys"                 |
| 2007–11       | American Dad!                                                | Sharri Rothberg           | Recurrente; 6 episodios                          |
| 2008          | Special Delivery                                             | Maxine Carter             | Telefilme                                        |
| 2011          | Childrens Hospital                                           | Herself/Lisa Cuddy        | episodio: "Run, Dr. Lola Spratt, Run!"           |
| 2011          | The Good Wife                                                | Celeste Serano            | Recurrente; 3 episodios                          |
| 2011          | Paul The Male Matchmaker                                     | Jillian                   | episodio: "Know When You Are Not Ready"          |
| 2012          | Blue-Eyed Butcher                                            | Kelly Siegler             | Telefilme                                        |
| 2012          | Elementary                                                   | Heather Van Owen          | episodio: "The Long Fuse"                        |
| 2013          | House of Lies                                                | Brynn                     | Recurrente; 2 episodios                          |
| 2013          | Scandal                                                      | Sarah Stanner             | episodio: "Top of the Hour"                      |
| 2013          | Castle                                                       | Rachel McCord             | Recurrente; 3 episodios                          |
| 2013–14       | The Legend of Korra                                          | Kya                       | Recurrente; 14 episodios Voz                     |
| 2014–18       | Girlfriends' Guide to Divorce                                | Abby McCarthy             | Principal                                        |
| 2018–19       | The Good Doctor                                              | Dr. Marina Blaize         | Recurrente; 6 episodios                          |
| 2018–19, 2021 | The Kominsky Method                                          | Phoebe                    | Recurrente                                       |
| 2021-22       | 9-1-1: Lone Star                                             | Gwyneth Morgan            | Recurrente (T2); Invitada (T3)                   |